# 436 Patricia
436 Patricia је астероид са пречником од приближно 59,53 km.
Афел астероида је на удаљености од 3,406 астрономских јединица (АЈ) од Сунца, а перихел на 3,003 АЈ.
Ексцентрицитет орбите износи 0,062, инклинација (нагиб) орбите у односу на раван еклиптике 18,477 степени, а орбитални период износи 2095,859 дана (5,738 година).
Апсолутна магнитуда астероида је 9,80 а геометријски албедо 0,059.
Астероид је откривен 13. септембра 1898. године.